# Азнауров, Имран Рамазанович
Имран Рамазанович Азнауров (род. 23 августа 2004, Нальчик) — российский футболист, полузащитник.

## Биография
Заниматься футболом начал в «Спартаке» Нальчик. В сентябре 2017 года перешёл в школу ЦСКА. Летом 2022 года перешёл в ФК «Ростов», стал играть в Молодёжной футбольной лиге. 1 марта 2024 года в домашнем матче «Ростова» против «Крыльев Советов» (2:0) дебютировал в РПЛ, выйдя на замену на 88-й минуте матча.